# Сесар Санчес
Сесар Санчес Домінгес (ісп. César Sánchez Domínguez; 2 вересня 1971 року, Корія, Іспанія) — колишній іспанський футболіст, воротар.

## Кар'єра

### Клубна
Свою кар'єру розпочав у клубі «Реал Вальядолід», де він виступав до 2000 року.
Наступним клубом іспанського воротаря став мадридський «Реал», де він провів 5 років і став володарем золотих медалей за перемогу в Лізі чемпіонів в 2002 році. Він вийшов в основному складі в фіналі кубка проти леверкузенського «Байєра».
У 2005 році перейшов в інший іспанський клуб «Реал Сарагоса», де він провів більше 100 матчів, виступаючи в основному складі.
Потім Сесар приєднався до «Тоттенгему» в серпні 2008 року, де був запасним воротарем. У 2008 році у складі «шпор» він з'являвся лише один раз, вийшовши на заміну в матчі Кубка Ліги проти «Ліверпуля» після того, як Гомес був змушений покинути поле на ношах.
У січні 2009 року підписав контракт з «Валенсією», де провів наступні два з половиною сезони.
Після того як клуб придбав Дієго Алвеса і відновився власний вихованець Вісенте Гвайта, Сезар став зайвим у команді. Тому 2 червня 2011 року він підписав контракт на один рік з «Вільярреалом», дебютувавши в Ла Лізі 10 вересня в матчі проти Севільї (2:2). Згодом він став лише п'ятим гравцем, що з'явився в іспанській топ-лізі у віці старше 40 років, після Гаррі Лава, Жака Сонго'о, Амедео Карбоні і Донато. В кінці сезону Санчес закінчив кар'єру.

### У збірній
За збірну Іспанії Сезар провів один матч у 2000 році проти збірної Німеччини, німці виграли з рахунком 4:1.

### Тренерська
Після отримання тренерської ліцензії PRO, 26 травня 2016 року він увійшов у тренерський склад «Валенсії», як технічний помічник Пако Аєстарана.

## Досягнення
Реал Мадрид
- Чемпіон Іспанії: 2000-01, 2002-03
- Суперкубок Іспанії: 2001, 2003
- Переможець Ліги чемпіонів: 2001/2002
- Міжконтинентальний кубок: 2002
- Суперкубок УЄФА: 2002

Валенсія
- 3-е місце в чемпіонаті Іспанії: 2009/10